# Pont Mirabeau
Pont Mirabeau – most na Sekwanie położony w Paryżu, zbudowany w latach 1895–1897.

## Historia
Decyzję o budowie mostu podjął prezydent Francji Sadi Carnot w 1893 roku. Budowa mostu rozpoczęła się w 1895 roku, a zakończyła dwa lata później. W 1975 roku Pont Mirabeau został uznany za historyczny zabytek narodowy.

## Lokalizacja
Most łączy 15. okręg Paryża z 16. okręgiem. Wokół mostu znajduje się Gare de Javel, przystanek paryskiego RERu.
Najbliższą stacją paryskiego metra jest Mirabeau oraz Javel – André Citroën.

## Architektura
Most jest oparty na trzech łukach – jednym dużym o szerokości 93 metrów oraz dwóch mniejszych o szerokości 32,4 metra każdy. Łączna długość Pont Mirabeau wynosi 173 m, a jego szerokość 20 m. W chwili oddania do użytku Pont Mirabeau był najdłuższym oraz najwyższym mostem ówczesnego Paryża.
Pont de Mirabeau jest ozdobiony 4 figurami, które nazywają się: Miasto Paryż, Obfitość, Handel oraz Nawigacja. Wszystkie te figury zostały wykonane przez Jean Antoine Injalberta.

## Most w sztuce
- Utwór Le Pont Mirabeau znalazł się w zbiorze Alkohole napisanym przez Guillaume’a Apollinaire’a.
- Most pojawia się w piosence Marca Lavoine’a Le Pont Mirabeau.

## Galeria

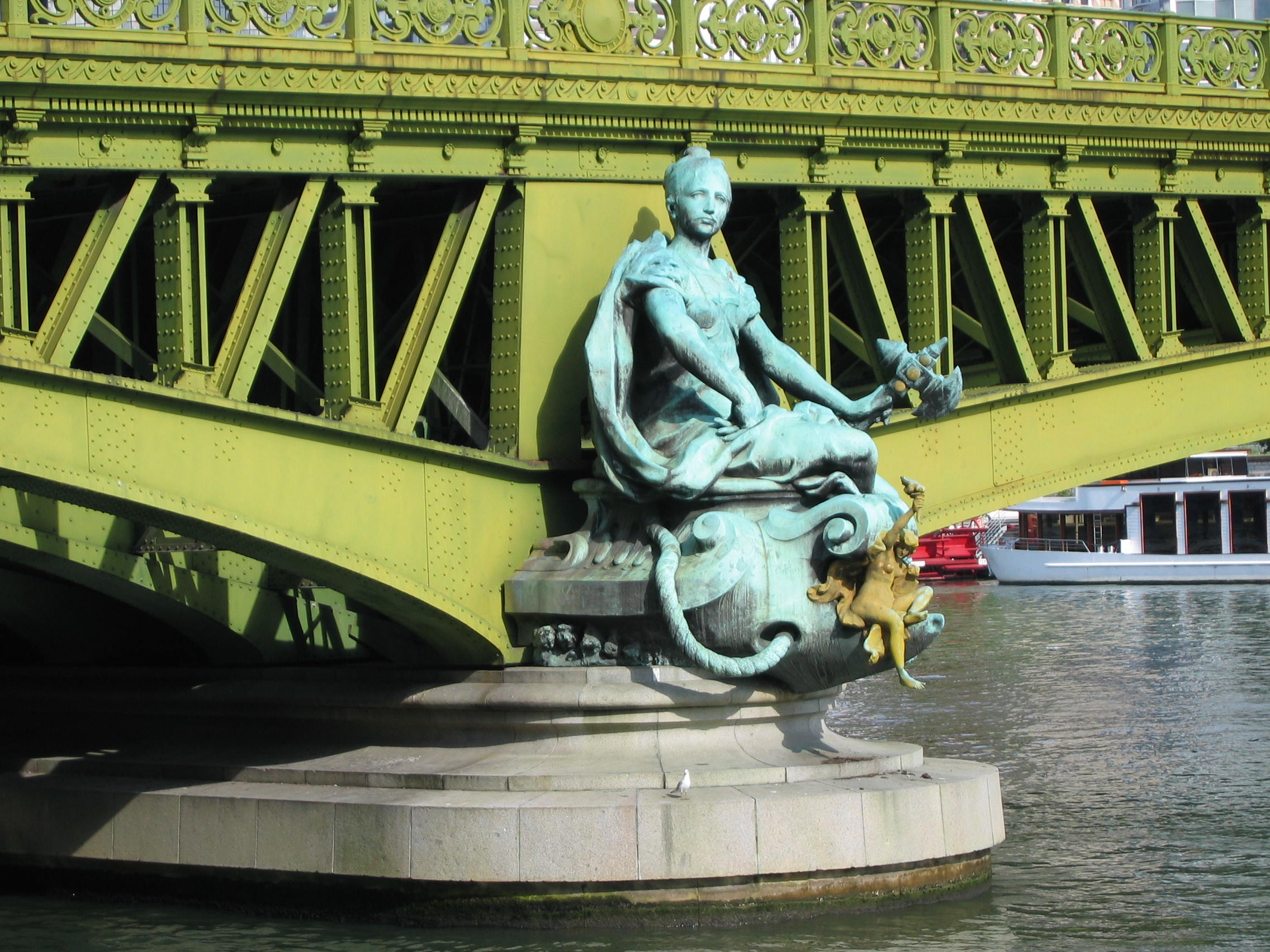
Figura Miasto Paryż
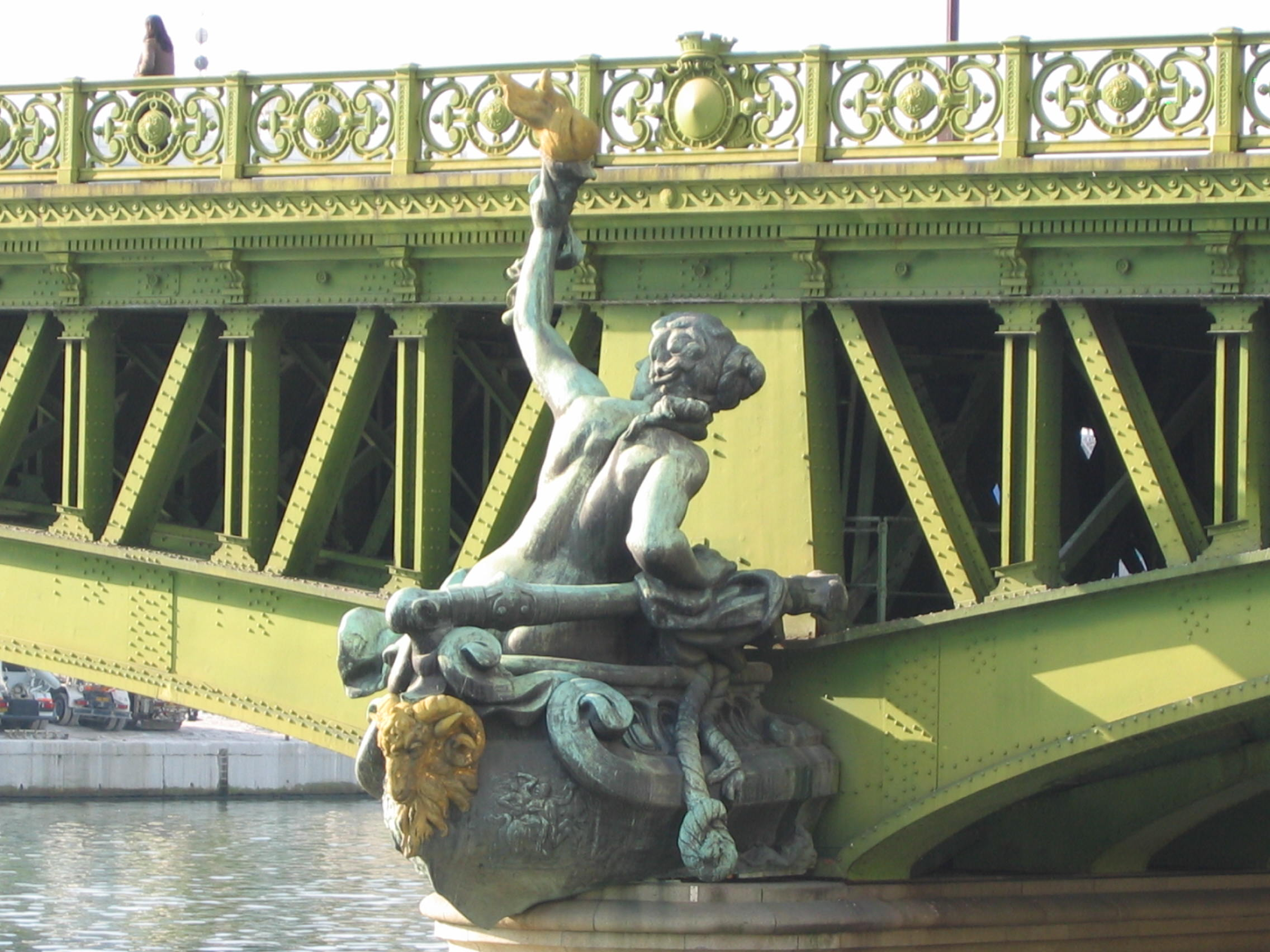
Figura Nawigacja
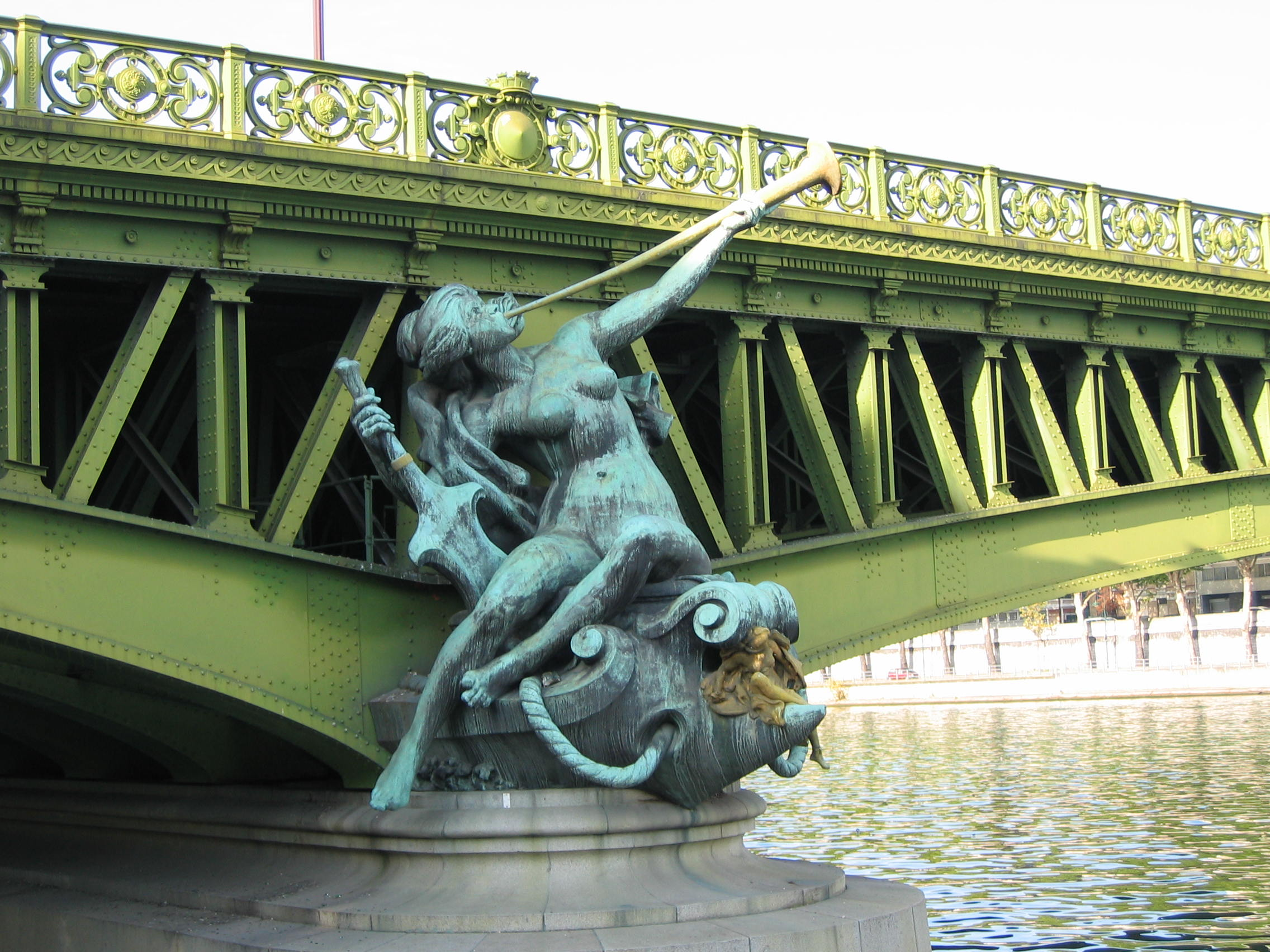
Figura Obfitość
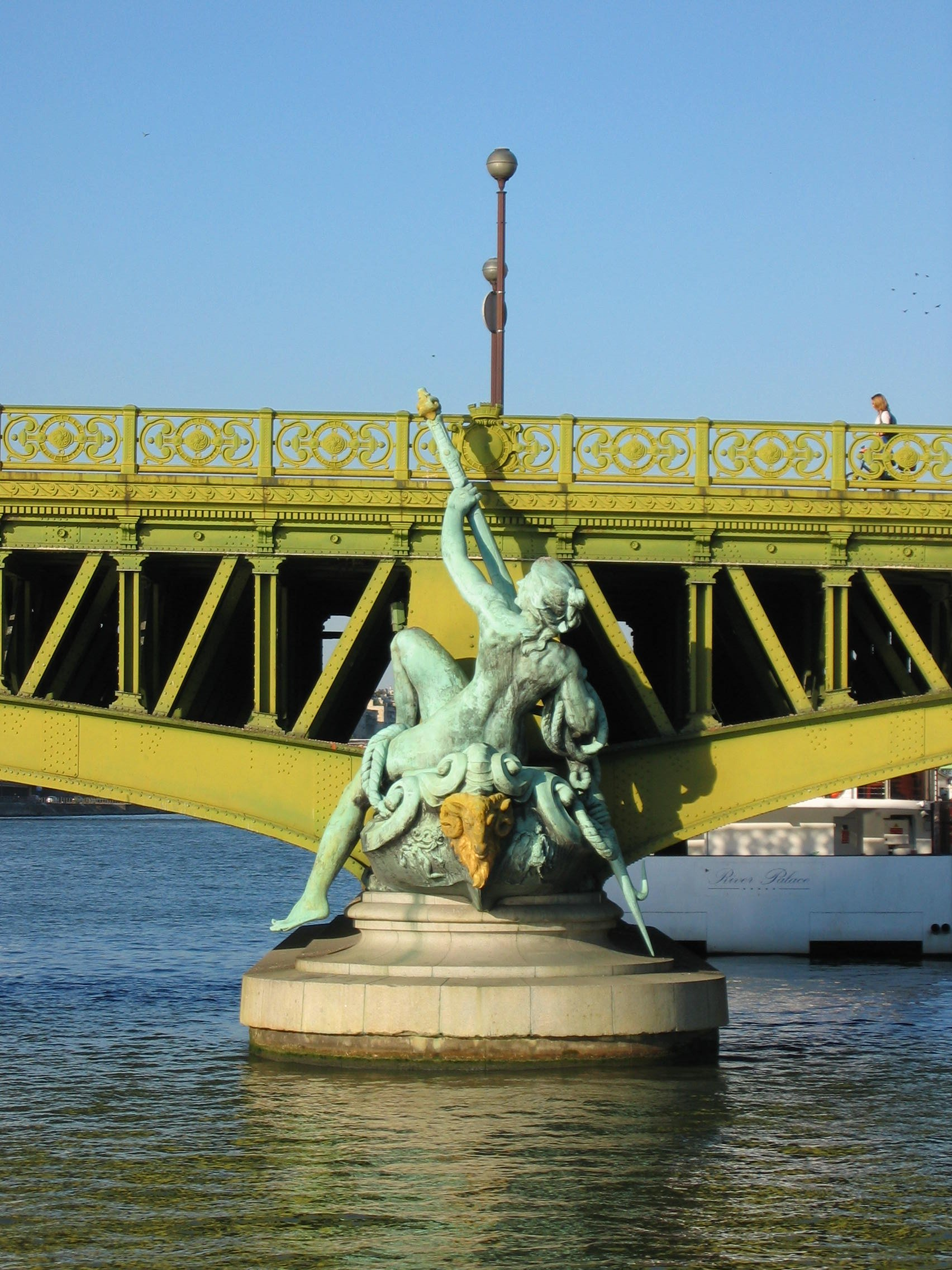
Figura Handel
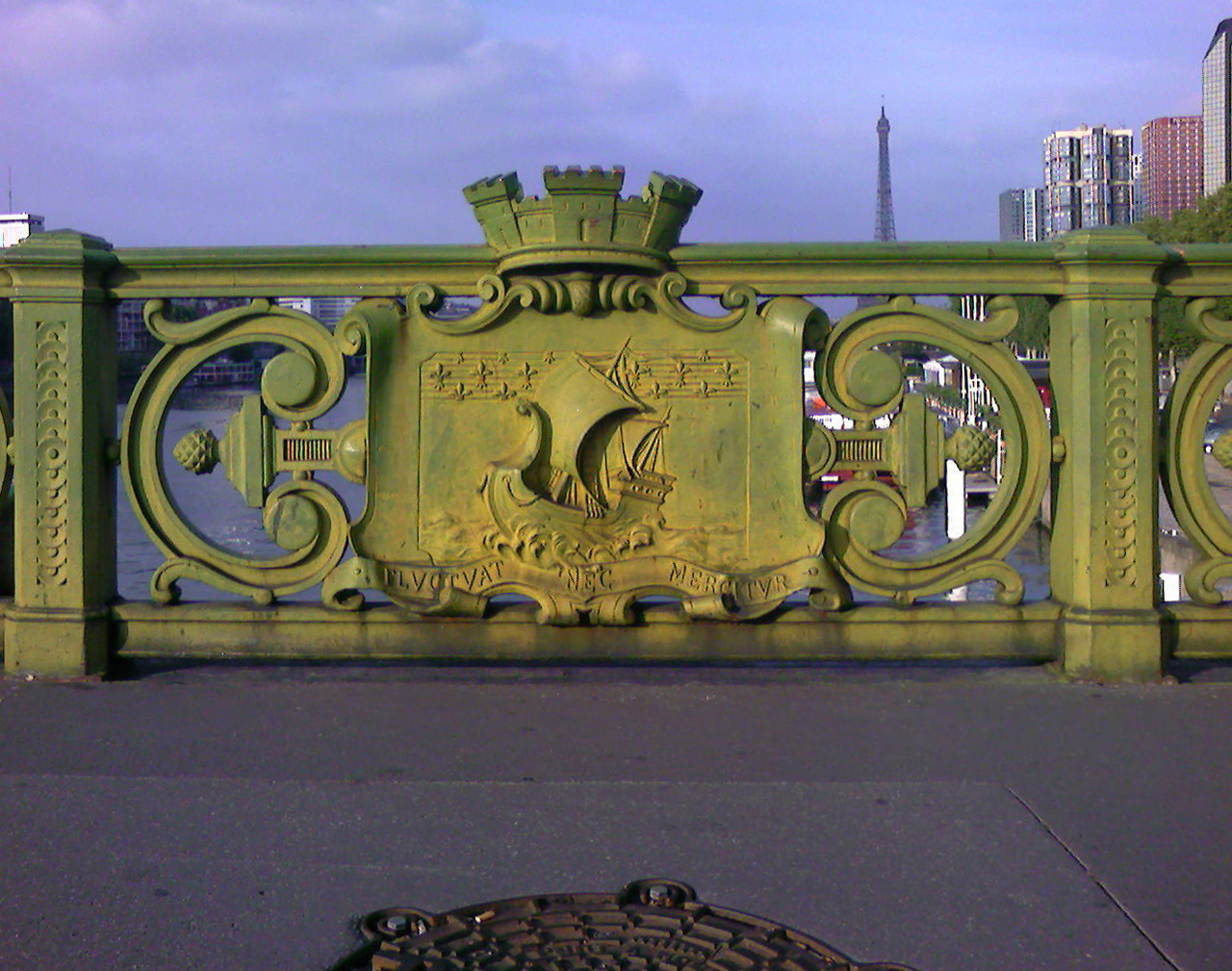
Herb Paryża